# Његушки пршут
Његушки пршут, или његушка пршута, како се у другим областима често назива, је трајни сухомеснати производ од свињског бута, димљен спорим сагоревањем сувог буковог дрвета и подвргнут процесу сушења и зрења. Производи се на ограниченом географском простору, у селу Његуши поред Цетиња (Црна Гора). Ово је један од најпознатијих специјалитета црногорске кухиње. Његушка пршута има посебан укус и мирис, као резултат мешања морског и планинског ваздуха и дрвета које гори у процесу сушења.
Његушки пршут је стари црногорски специјалитет, а омиљен је на целом Балкану. Веома је сличан италијанским пршутима. Заштићен је ознаком географског порекла, чиме је постао први црногорски производ који је националним законодавством заштићен као ознака квалитета.

## Сировина за производњу његушког пршута
Његушки пршут производи се искључиво од свежих свињских бутова, без ногице, са кости, кожом и поткожним масним ткивом и без карличних костију. Бутови се добијају од свиња које су потомци комерцијалних меснатих пасмина, укрштених пасмина или линија, односно њихових мелеза у било којој комбинацији. У новије време бирају се меснате расе, грла тежине 100-140 кг, старости 7-12 месеци. Месо старијих и касностаснијих животиња садржи мањи удео влаге и обезбеђује процес сушења и зрења са мање ризика. Производња његушког пршута захтева прецизне услове, како би задовољила критеријум географског порекла.

### Изглед бута
Свињски бут мора бити одвојен од полутке између задњег слабинског и првог крстног пршљена. У буту се не смеу налазити карличне кости, односно бочна, седална, препонска или крстачна кост. Такође морају бити одстрањени и репни пршљени. Бут мора бити одвојен од карлице у бочном зглобу који повезује главу бутне кости и карличну чашицу на куковима. У мишићној маси бута мора бити остављен само мањи део седалне кости са хрскавицом. Мускулатура бута мора бити правилно полукружно заобљена. Бут не сме имати ногицу која мора бити одвојена у скочном зглобу. Сме остати само петна кврга, изнад које се бут веже или веша за сушење. Бут мора имати кожу и поткожно масно ткиво. На мускулатури са медијалне отворене стране не сме бити висећих делова, а дистални део коже са припадајућим масним ткивом мора бити заобљен.

### Квалитет меса
На свежем буту не сме бити видљивих знакова било каквих трауматских процеса. Месо мора бити компактне структуре, суве површине и препознатљиве црвенкасто-ружичасте боје. Вредност pH, у тренутку уласка меса у сушару, треба да износи 5,5 - 6,1.

#### Покривеност сланином
Дебљина сланине на спољашњем делу свежег обрађеног бута треба да износи најмање 15 мм, а максимална дебљина сланине са кожом може бити до 30 мм. Сланина се не сме одвајати од меса.

#### Температура меса
Свежи бутови не смеју бити подвргнути било којем поступку конзервирања осим хлађења на температури од 0 до 4⁰C. Замрзавање није дозвољено.
Време које може проћи од клања свиња до почетка сољења бутова не сме бити краће од 24 нити дуже од 168 сати. Маса свежег бута који се користи за производњу Његушког пршута не сме бити мања од 11 (једанаест) килограма.

## Процес производње
Пријем меса врши се у строго одређеном периоду од 15. новембра до 15. фебруара. Сви пршути примљени ван овог периода не могу добити ознаку географски заштићеног производа. Пре процеса сушења бут се уређује тако да естетски лепо изгледа, са глатком површином и без неравнина. Обрада се врши оштрим ножем којим, се одстрањују сви делови који штрче, као и неравнине на сеченим површинама. Цео процес траје годину дана, а фазе производње су следеће:
- Сољење се обавља поступком сувог сољења уз употребу крупно гранулисане морске соли, која се ручно или намјенским машинама утрљава у месо. Усољени бутови се потом слажу на дрвене даске, тако да је омогућено отицање вишка течности, где стоје 12-20 дана. За његушки пршут се користи искључиво морска со, без икаквих додатака. Количина не треба да буде већа од 10% у односу на масу свежег бута.[4]
- Пресољавање се врши после сољења, ручним утрљавањем морске соли ситније гранулације.
- „Пијежење”, односно пресовање обавља се након процеса сољења и пресољавања. Бутови се слажу на чисту подлогу са кожом окренутом према доле, а између редова пршута ставља се даска, која служи као средство за боље пресовање и обликовање пршута. Због велике компресије на доњим редовима пршуте се слажу у највише 10 редова, док се даска на врту оптерети. Пресовање траје све док се из бутова не исцеди сва течност, односно 14-21 дан. У току пресовања бутови се преслажу најмање два пута, тако да се они из горњих редова постављају у доње и обратно, при чему се врши досољавање у неравнинама и отвореним деловима.[4]
- Одсољавање се врши после пресовања. Обавља се тако што се вишак соли који се налази на пршутима отклања потапањем бутова у воду или једноставно сувим чишћењем. Након тога пршути који се перу у води и цеде 24 сата, тако што се каче у просторију предвиђену за сушење.
- Димљење, односно сушење обавља се у процесу хладног димљења (без пламена), на температури од 13-21⁰C. Зависно од температуре и релативне влажности ваздуха, траје 35-56 дана (5-8 недеља). За добијање карактеристичне златно жуте боје дим се добија лаганим сагоревањем искључиво сувог буковог дрвета.
- Зрење, односно ферментација најважнија је фаза технолошког процеса производње Његушког пршута. Одвија се у прохладним замраченим и сувим просторијама. За време зрења, које траје од 8-10 месеци, пршути попримају специфична органолептичка својства - препознатљив укус и мирис на зрело месо и дим. Оптимална температура током фазе сазревања је 15-19⁰C, а влажност ваздуха 52-64%.[6]

## Изглед готовог производа
Његушки пршут је трајни сувомеснати производ од свињског бута, суво сољен морском сољу, димљен спорим сагоревањем сувог буковог дрвета и подвргнут процесу сољења, сушења и зрења у трајању од најмање девет месеци.
- Спољашњи изглед: пршут мора бити правилно обликован, равномерне, глатке површине, без пукотина, зарезотина или висећих делова мишића и коже, као и без наслага катрана или пиљевине.
- Боја: боја готовог производа на површини мора бити тамноцрвена до смеђа. На пресеку боја масног ткива мора бити бела до бледоружичаста, а боја мишићног ткива једноличноцрвена до светлоцрвена.
- Пресек: на пресеку пршут мора бити компактан, осушен до степена да се може резати на нареске дебљине 1,5 мм.
- Мирис: пршут мора имати угодну арому на ферментисано, усољено, суво и димљено свињско месо. Мирис дима мора бити благо изражен, без мириса на ужеглост или плесан.
- Укус: укус мора бити благо сланкаст или слан, без примеса горког, металног или укуса ужеглости.
- Конзистенција: производ мора имати умерено меку конзистенцију, без пластичности и тврдоће, тако да се лако може жвакати.

Осим набројаних физичких, Његушки пршут мора имати и следећа хемијска својства:
- Садржај воде мора бити 40%-60%
- Садржај натријум хлорида 4%-8%;

Маса Његушког пршута приликом утискивања жига, односно пласирања на тржиште, мора износити најмање 6,5 кг.

## Послуживање
Прехрамбени стручњаци истичу да пршут не треба конзумирати само у свечаним приликама, јер ова јединствени сухомеснати деликатес може изврсно обогатити свакодневни јеловник. Добро се уклапа уз топла и хладна, слана али и слатка јела. Њиме се могу зачинити рибљи специјалитети, а може се комбиновати са разноврсним поврћем и воћем. Ипак, најчешће се служи као предјело. Пршут треба резати на танке, готово провидне кришке, јер тако укус најбоље долази до изражаја. За потпуно уживање у пуноћи укуса не треба уклањати масни део, јер управо он пршуту даје савршен однос и природну текстуру.

## Нутритивне вредности
Пршути произведени од свињског меса се нутритивно разликују не само од произвођача до произвођача, него и од саме животиње од које је пршут направљен. Неки пршути су маснији, док су неки кртији, зависно од исхране али и расе животиње.
Свињски пршут у просеку има око 250 калорија на 100 грама. Те калорије долазе из 30 грама протеина и 14-15 грама масти. Не садржи угљене хидрате.

### Утицај на здравље
Највећи проблем код пршута је садржај натријума, који долази из процеса производње. Превелик унос пршута може проузроковати висок притисак и повишен холестерол. Дугорочно конзумирање превеликих количина може довести до ризика од кардиоваскуларних болести или дијабетеса типа 2. Ипак, нутриционисти истичу да је пршут краљ међу намирницама. Свињски бут од ког се производи има мали удео масти, а обиље високовредних беланчевина. Као и остало црвено месо, богат гвожђем и минералима попут цинка, а садржи и нијацин и витамин Б12. Умерено конзумирање пршута нема негативних последица.

## Географско подручје
Производња Његушког пршута ограничена је искључиво на његушко подручје, које чине села Дуги До, Ераковићи, Раичевићи, Копито, Врба, Мали и Вељи Залази, Жањев До, Мирац и Мајстори, као и засеоци Буковица, Поди, Вељи крај, Чавори и Крстац. Подручје припада општини Цетиње.
Ово подручје покрива обронке планине Ловћен и скоро свом својом површином се налази у заштићеној зони Националног парка Ловћен. Простире се на око 28 км², а насеља су на надморској висини 600-1200 метара.

### Специфичне одлике подручја

#### Рељеф
Његушко подручје налази се у планинском пределу испод највиших врхова планине Ловћен. Претежно је камените подлоге, уз обиље пашњака и ливада. Објекти за производњу Његушког пршута налазе се на надморским висинама већим од 800 м.

#### Клима
Одлика овог простора се специфични микроклиматски услови. Иако се налази 5-8 км ваздушном линијом од мора, овде доминира континентална и умерено континентална клима, са обилним падавинама снега и кише, ниским температурама у јесењем и зимском периоду, што је погодно за почетни период производње пршута. У периоду пролећа и лета је претежно суво време, што погодује процесу сазревања и складиштења. Током целе године, односно читавог технолошког поступка дувају јаки ветрови. У јесењем и зимском периоду северни и северозападни, а током пролећа и лета јужни, југозападни и источни. Ово је још један од чинилаца који изузетно погодују процесу производње.

#### Вегетација
Предео је обрастао буковом и четинарском шумом. За димљење пршута користи се суво буково дрво, што Његушком пршуту даје посебан укус.

## Традиција Његушког пршута
Према локалном предању, производњу Његушког пршута становници Његуша наследили су у 15. веку од становништва које су затекли на тим просторима.
Историја производње Његушког пршута се може поузданије пратити у периоду од 19. века, кроз бројна архивска документа, записе путописаца и истраживача који су у то време посећивали Црну Гору. Један од најстаријих записа датира из 1838. године, када је саксонски краљ Фридрих Аугуст II боравио на Цетињу. У запису се између осталог описује и цетињска пијаца, на којој се поред осталог продаје Његушки пршут. Немачки књижевник и путописац Хајнрих Штиглиц у свом делу „Посета Црној Гори” описује посету Његушима 1841. године, којом приликом је био понуђен и Његушким пршутом. У документима који описују привреду Црне Горе 19. и 20. века, неизоставна ставка је и производња Његушког пршута, који је стизао, поред суве укљеве и кастрадине (суво козје и овчије месо) и до пијаца у Котору, Дубровника, Венеције, Малте, Бордоа и многих других градова широм Европе. Бројни новински, тонски и видео записи из 20. века говоре о Његушком пршуту као синониму особеног и квалитетног црногорског производа.
У периоду после 1970. године, на Његушима се, поред сушара у домаћинствима формирају и привредна друштва, чиме се значајно повећава производња Његушког пршута, како за тржиште, тако и за познате купце, какви су различити трговински ланци, туристички објекти и други.
Колико је познато, до 90-тих година 20. века димљени и сушени пршут се у Црној Гори није организовано производио нигде осим на Његушима.

### Репутација
Квалитет и специфичан укус Његушког пршута обезбедио му је незаменљиво место на трпезама у бројним националним ресторанима, угледним хотелима, на пословним и дипломатским ручковима и осталим местима на којима се организују славља и светковине. Задњих деценија Његушки пршут се промовише на црногорским и међународним сајмовима прехрамбених производа, где је освојио бројна признања, поред осталих и пехар за изванредан квалитет на IFFA сајму у Франкфурту 2007. године.

### Манифестација
Удружење произвођача његушких специјалитета, у сарадњи са Месном заједницом Његуши, од 2004 годинена Његушима организује традиционалну туристичко-гастрономску манифестацију „Његушка трпеза”, коју посети више хиљада туриста и гостију.

## Ознака географског порекла
Његушки пршут је први црногорски производ који је националним законодавством заштићен као ознака квалитета. Процедуру заштите покренуло је и реализовало Удружење произвођача његушких специјалитета са Цетиња, у сарадњи са Министарством пољопривреде и руралног развоја. Заштита овог назива као географске ознаке први пут је била покренута у Савезном заводу за интелектуалну својину државне заједнице Србије и Црне Горе. Од стицања независности Црне Горе уложени су напори да се производ заштити и по важећем законодавству усаглашеном са стандардима Европске уније. Интензивно се радило на едукацији произвођача који су брзо усвојили нова знања и припремили се за нови облик заштите.